# Liste der Verwaltungseinheiten von Bolivien
Der südamerikanische Binnenstaat Bolivien gliedert sich in:
- 9 Departamentos
  - 112 Provinzen (Provincias)
    - 341 Municipios
      - 1374 Kantone (Cantones)

## Departamento Beni
| Provinz           | Hauptstadt  | Municipio                      | Zentraler Ort        | Kanton                                              |
| ----------------- | ----------- | ------------------------------ | -------------------- | --------------------------------------------------- |
| 8 Provincias      | Trinidad    | 19 Municipios                  | 19 Localidades       | 41 Cantones                                         |
| Provinz Cercado   | Trinidad    | Municipio Trinidad             | Trinidad             | Trinidad                                            |
| Provinz Cercado   | Trinidad    | Municipio San Javier           | San Javier           | San Javier, San Pedro                               |
| Provinz Iténez    | Magdalena   | Municipio Magdalena            | Magdalena            | Magdalena, Orobayaya                                |
| Provinz Iténez    | Magdalena   | Municipio Baures               | Baures               | Baures, Mategua                                     |
| Provinz Iténez    | Magdalena   | Municipio Huacaraje            | Huacaraje            | Huacaraje, El Carmen                                |
| Provinz Ballivián | Reyes       | Municipio Reyes                | Reyes                | Reyes, Cavinas                                      |
| Provinz Ballivián | Reyes       | Municipio San Borja            | San Borja            | San Borja                                           |
| Provinz Ballivián | Reyes       | Municipio Santa Rosa de Yacuma | Santa Rosa de Yacuma | Santa Rosa                                          |
| Provinz Ballivián | Reyes       | Municipio Rurrenabaque         | Rurrenabaque         | Rurrenabaque                                        |
| Provinz Mamoré    | San Joaquín | Municipio San Joaquín          | San Joaquín          | San Joaquin, More                                   |
| Provinz Mamoré    | San Joaquín | Municipio San Ramón            | San Ramón            | San Ramón, Las Pampitas                             |
| Provinz Mamoré    | San Joaquín | Municipio Puerto Siles         | Puerto Siles         | Puerto Siles, Alejandria, Vigo                      |
| Provinz Marbán    | Loreto      | Municipio Loreto               | Loreto               | Loreto, Limoquije, Sachojere, San Antonio           |
| Provinz Marbán    | Loreto      | Municipio San Andrés           | San Andrés           | San Andrés, Perotó                                  |
| Provinz Moxos     | San Ignacio | Municipio San Ignacio de Moxos | San Ignacio          | San Ignacio, San Francisco, San Lorenzo             |
| Provinz Vaca Díez | Riberalta   | Municipio Riberalta            | Riberalta            | Riberalta, Concepción, Florida, Ivon                |
| Provinz Vaca Díez | Riberalta   | Municipio Guayaramerín         | Guayaramerín         | Guayaramerín, Villa Bella, Cachuela Esperanza, Yata |
| Provinz Yacuma    | Santa Ana   | Municipio Santa Ana del Yacuma | Santa Ana            | Santa Ana, José Agustín de Palacios                 |
| Provinz Yacuma    | Santa Ana   | Municipio Exaltación           | Exaltación           | Exaltación                                          |

## Departamento Chuquisaca
| Provinz                 | Hauptstadt    | Municipio                   | Zentraler Ort         | Kanton |
| ----------------------- | ------------- | --------------------------- | --------------------- | --- |
| 10 Provincias           | Sucre         | 29 Municipios               | 29 Localidades        | 100 Cantones |
| Provinz Azurduy         | Azurduy       | Municipio Azurduy           | Azurduy               | Azurduy, Antonio Lopez, Las Casas |
| Provinz Azurduy         | Azurduy       | Municipio Tarvita           | Tarvita (Villa Orías) | Mariscal Braun, San Pedro, Tarvita |
| Provinz Belisario Boeto | Villa Serrano | Municipio Villa Serrano     | Villa Serrano         | Mendoza, Urriolagoitia, Villa Serrano |
| Provinz Hernando Siles  | Monteagudo    | Municipio Monteagudo        | Monteagudo            | Monteagudo, San Juan del Piraí |
| Provinz Hernando Siles  | Monteagudo    | Municipio Huacareta         | Huacareta             | Añimbo, Huacareta, Rosario del Ingre |
| Provinz Jaime Zudáñez   | Zudáñez       | Municipio Zudáñez           | Zudáñez               | Zudáñez |
| Provinz Jaime Zudáñez   | Zudáñez       | Municipio Icla              | Icla                  | Icla |
| Provinz Jaime Zudáñez   | Zudáñez       | Municipio Presto            | Presto                | Pasopaya, Presto, Rodeo |
| Provinz Jaime Zudáñez   | Zudáñez       | Municipio Mojocoya          | Mojocoya              | Mojocoya |
| Provinz Luis Calvo      | Muyupampa     | Municipio Villa Vaca Guzmán | Muyupampa             | Igüembe, Sapirangui, Ticucha, Villa Vaca Guzmán                                                                                                   |
| Provinz Luis Calvo      | Muyupampa     | Municipio Macharetí         | Macharetí             | Camatindi, Carandayti, Ivo, Macharetí, Ñancorainza, Tiguipa                                                                                       |
| Provinz Luis Calvo      | Muyupampa     | Municipio Huacaya           | Huacaya               | Boycobo, Huacaya, Santa Rosa |
| Provinz Nor Cinti       | Camargo       | Municipio Camargo           | Camargo               | Camargo, Lintaca, Tacaquira |
| Provinz Nor Cinti       | Camargo       | Municipio San Lucas         | San Lucas             | Ajchilla, Chiñimayu, Kollpa, Ocuri, Payacota del Carmen, Pirhuani, San Lucas, Uruchini                                                            |
| Provinz Nor Cinti       | Camargo       | Municipio Incahuasi         | Incahuasi             | Huajlaya, Incahuasi, Pucara de Yatina |
| Provinz Nor Cinti       | Camargo       | Municipio Villa Charcas     | Villa Charcas         | Villa Charcas, Santa Elena |
| Provinz Oropeza         | Sucre         | Municipio Sucre             | Sucre                 | Arabate, Chaunaca, Chuqui Chuqui, Huanifaya, Huata, La Palca, Mamahuasi, Maragua, Mojotoro, Potolo, Quila Quila, San Lazaro, San Sebastian, Sucre |
| Provinz Oropeza         | Sucre         | Municipio Poroma            | Poroma                | Copavillkhi, Pojpo, Poroma, Sapse, Sijcha, Huañoma                                                                                                |
| Provinz Oropeza         | Sucre         | Municipio Yotala            | Yotala                | Huayllas, Pulqui, Tuero, Yotala |
| Provinz Sud Cinti       | Villa Abecia  | Municipio Culpina           | Culpina               | Culpina, El Palmar, La Cienega, La Loma, La Cueva, Pilaya, Salitre, San Francisco                                                                 |
| Provinz Sud Cinti       | Villa Abecia  | Municipio Las Carreras      | Las Carreras          | Impora, Las Carreras, La Torre, Lime, San Juan, Santa Rosa, Socpora, Taraya                                                                       |
| Provinz Sud Cinti       | Villa Abecia  | Municipio Camataqui         | Camataqui             | Camataqui, Tarcana |
| Provinz Tomina          | Padilla       | Municipio Padilla           | Padilla               | Padilla |
| Provinz Tomina          | Padilla       | Municipio Tomina            | Tomina                | Tomina |
| Provinz Tomina          | Padilla       | Municipio Sopachuy          | Sopachuy              | Sopachuy |
| Provinz Tomina          | Padilla       | Municipio El Villar         | El Villar             | El Villar, Juana Azurduy de Padilla |
| Provinz Tomina          | Padilla       | Municipio Villa Alcalá      | Alcalá                | Villa Alcalá |
| Provinz Yamparáez       | Tarabuco      | Municipio Tarabuco          | Tarabuco              | Tarabuco, Pajcha |
| Provinz Yamparáez       | Tarabuco      | Municipio Yamparáez         | Yamparáez             | Yamparáez, Sotomayor |

## Departamento Cochabamba
| Provinz                 | Hauptstadt              | Municipio                   | Zentraler Ort           | Kanton                                                                                   |
| ----------------------- | ----------------------- | --------------------------- | ----------------------- | ---------------------------------------------------------------------------------------- |
| 16 Provincias           | Cochabamba              | 48 Municipios               | 48 Localidades          | 147 Cantones                                                                             |
| Provinz Arani           | Arani                   | Municipio Arani             | Arani                   | Arani, Collpa, Pocoata                                                                   |
| Provinz Arani           | Arani                   | Municipio Vacas             | Vacas                   | Vacas                                                                                    |
| Provinz Arque           | Arque                   | Municipio Arque             | Arque                   | Arque, Colcha                                                                            |
| Provinz Arque           | Arque                   | Municipio Tacopaya          | Tacopaya                | Tacopaya, Ventilla                                                                       |
| Provinz Ayopaya         | Independencia (Ayopaya) | Municipio Ayopaya           | Independencia (Ayopaya) | Ayopaya, Calchani, Icoza                                                                 |
| Provinz Ayopaya         | Independencia (Ayopaya) | Municipio Morochata         | Morochata               | Chinchiri, Pucarani, Punacachi, Yayani                                                   |
| Provinz Ayopaya         | Independencia (Ayopaya) | Municipio Cocapata          | Cocapata                | Choquecamata, Cocapata, Icari                                                            |
| Provinz Bolívar         | Bolívar                 | Municipio Bolívar           | Bolívar                 | Bolívar, Carpani, Challoma, Comuna, Coyuna, Jorenko, Vilacaya, Villa Victoria, Yarbicoya |
| Provinz Narciso Campero | Aiquile                 | Municipio Aiquile           | Aiquile                 | Aiquile, Quiroga, Villa Granado                                                          |
| Provinz Narciso Campero | Aiquile                 | Municipio Omereque          | Omereque                | Chari Cari, Ele Ele, Huanacuni Grande, Omereque, Peña Colorada, Perereta                 |
| Provinz Narciso Campero | Aiquile                 | Municipio Pasorapa          | Pasorapa                | Pasorapa                                                                                 |
| Provinz Capinota        | Capinota                | Municipio Capinota          | Capinota                | Capinota, Chamoco, Tokho Halla, Villcabamba                                              |
| Provinz Capinota        | Capinota                | Municipio Santiváñez        | Santiváñez              | Calera, Caporaya, Caraza, Chojtama, Huañacota, Poquera, Santiváñez                       |
| Provinz Capinota        | Capinota                | Municipio Sicaya            | Sicaya                  | Orcoma, Sicaya                                                                           |
| Provinz Carrasco        | Totora                  | Municipio Totora            | Totora                  | Arepucho, Icuna, Tiraque „C“, Totora                                                     |
| Provinz Carrasco        | Totora                  | Municipio Puerto Villarroel | Puerto Villarroel       | Ivirgarzama, Mariposas, Puerto Villarroel, Valle Ivirza                                  |
| Provinz Carrasco        | Totora                  | Municipio Pojo              | Pojo                    | Chalguani, Chuquiomo, Duraznillo, Guarayos, Mamoré, Palca, Pojo, Real, Rodeo             |
| Provinz Carrasco        | Totora                  | Municipio Chimoré           | Chimoré                 | Chimoré                                                                                  |
| Provinz Carrasco        | Totora                  | Municipio Pocona            | Pocona                  | Chimboata, Chillicchi, Conda, Huayapacha, Pocona                                         |
| Provinz Carrasco        | Totora                  | Municipio Entre Ríos        | Entre Ríos              | Entre Ríos                                                                               |
| Provinz Cercado         | Cochabamba              | Municipio Cochabamba        | Cochabamba              | Cochabamba                                                                               |
| Provinz Chapare         | Sacaba                  | Municipio Sacaba            | Sacaba                  | Aguirre, Chiñata, Lava Lava, Quewiñapampa, Sacaba, Ucuchi                                |
| Provinz Chapare         | Sacaba                  | Municipio Villa Tunari      | Villa Tunari            | Mendoza, Paracti, Villa Tunari                                                           |
| Provinz Chapare         | Sacaba                  | Municipio Colomi            | Colomi                  | Candelaria, Colomi, San José, Tablas Monte                                               |
| Provinz Esteban Arce    | Tarata                  | Municipio Tarata            | Tarata                  | Huayculi, Huasa Rancho, Izata, Tarata                                                    |
| Provinz Esteban Arce    | Tarata                  | Municipio Anzaldo           | Anzaldo                 | Anzaldo, La Vina, Quiriria                                                               |
| Provinz Esteban Arce    | Tarata                  | Municipio Arbieto           | Arbieto                 | Arbieto, Aranjuez, Arpita                                                                |
| Provinz Esteban Arce    | Tarata                  | Municipio Sacabamba         | Sacabamba               | Apillapa, Challaque, Matarani, Quekoma, Sacabamba                                        |
| Provinz Germán Jordán   | Cliza                   | Municipio Cliza             | Cliza                   | Chullpas, Cliza, Huasacalle, Santa Lucía                                                 |
| Provinz Germán Jordán   | Cliza                   | Municipio Toko              | Toco                    | Toko                                                                                     |
| Provinz Germán Jordán   | Cliza                   | Municipio Tolata            | Tolata                  | Tolata                                                                                   |
| Provinz Mizque          | Mizque                  | Municipio Mizque            | Mizque                  | Mizque, Cauta, Molinero, Taboada, Tin Tin, Vicho Vicho                                   |
| Provinz Mizque          | Mizque                  | Municipio Alalay            | Alalay                  | Alalay, Ayapampa                                                                         |
| Provinz Mizque          | Mizque                  | Municipio Vila Vila         | Vila Vila               | Vila Vila, Siquimira                                                                     |
| Provinz Mizque          | Mizque                  | Municipio Raqaypampa        | Raqay Pampa             | Raqaypampa                                                                               |
| Provinz Punata          | Punata                  | Municipio Punata            | Punata                  | Punata                                                                                   |
| Provinz Punata          | Punata                  | Municipio San Benito        | San Benito              | Huaricya, San Benito, Sunchu Pampa                                                       |
| Provinz Punata          | Punata                  | Municipio Villa Rivero      | Villa Rivero            | Villa Rivero                                                                             |
| Provinz Punata          | Punata                  | Municipio Cuchumuela        | Cuchumuela              | Cuchumuela                                                                               |
| Provinz Punata          | Punata                  | Municipio Tacachi           | Tacachi                 | Tacachi                                                                                  |
| Provinz Quillacollo     | Quillacollo             | Municipio Quillacollo       | Quillacollo             | El Paso, Quillacollo                                                                     |
| Provinz Quillacollo     | Quillacollo             | Municipio Colcapirhua       | Colcapirhua             | Colcapirhua, Santa Rosa                                                                  |
| Provinz Quillacollo     | Quillacollo             | Municipio Tiquipaya         | Tiquipaya               | Tiquipaya                                                                                |
| Provinz Quillacollo     | Quillacollo             | Municipio Vinto             | Vinto                   | Anocaraire, La Chulla, Machac Marca, Vinto                                               |
| Provinz Quillacollo     | Quillacollo             | Municipio Sipe Sipe         | Sipe Sipe               | Itapaya, Mallco Rancho, Sipe Sipe                                                        |
| Provinz Tapacarí        | Tapacarí                | Municipio Tapacarí          | Tapacarí                | Challa, Leque, Ramadas, Tapacarí                                                         |
| Provinz Tiraque         | Tiraque                 | Municipio Tiraque           | Tiraque                 | Palca, Tiraque                                                                           |
| Provinz Tiraque         | Tiraque                 | Municipio Shinahota         | Shinahota               | Shinahota                                                                                |

## Departamento La Paz
| Provinz                      | Hauptstadt             | Municipio                        | Zentraler Ort         | Kanton |
| ---------------------------- | ---------------------- | -------------------------------- | --------------------- | --- |
| 20 Provincias                | La Paz                 | 87 Municipios                    | 87 Localidades        | 434 Cantones |
| Provinz Abel Iturralde       | Ixiamas                | Municipio Ixiamas                | Ixiamas               | Ixiamas |
| Provinz Abel Iturralde       | Ixiamas                | Municipio San Buenaventura       | San Buenaventura      | San Buenaventura, San Jose de Chupiamonas, Tumupasa |
| Provinz Aroma                | Sica Sica              | Municipio Sica Sica              | Sica Sica             | Ayamaya, Chijmuni, Colpapucho Belen, Germán Busch, Kajani, Machacamarca, Manuel Isodoro Belzu, Panduro, Pujravi, Sica Sica, Villa Chuakhollu Grande                                                                      |
| Provinz Aroma                | Sica Sica              | Municipio Umala                  | Umala                 | Asunción Huancaroma, Cañaviri, Llanga Belen, Puerto Huari Belen, San José de Llanga, San Miguel de Copani, Santiago de Collana, Umala, Vituy Vinto                                                                       |
| Provinz Aroma                | Sica Sica              | Municipio Ayo Ayo                | Ayo Ayo               | Ayo Ayo, Collana Tolar, Santa Rosa de Lima, Tupac Katari, Villa Carmen |
| Provinz Aroma                | Sica Sica              | Municipio Calamarca              | Calamarca             | Ajoya, Calamarca, Cosmini, San Antonio de Senkata, Sivincani, Vilaque Copata, Villa El Carmen de Caluyo |
| Provinz Aroma                | Sica Sica              | Municipio Patacamaya             | Patacamaya            | Chacoma, Chairumani, Chiaraque, Colchani, Culta Arajllanga, Iquiaca de Umala, Patacamaya, Pusuta, San Martin de Iquiaca, Villa Concepción de Belen, Villa Patarani, Viscachani                                           |
| Provinz Aroma                | Sica Sica              | Municipio Colquencha             | Colquencha            | Colquencha, Marquirivi, Micaya, Nueva Esperanza de Machacamarca, Santiago de Llallagua |
| Provinz Aroma                | Sica Sica              | Municipio Collana                | Collana               | Collana, Collana Uncallamaya, Hichuaraya Chico |
| Provinz Bautista Saavedra    | Charazani              | Municipio Charazani              | Charazani             | Amarete, Carijana, Chari, Chullina, Charazani (General Juan José Pérez), Ramon Gonzales (A. Chajlaya), Santa Rosa de Caata                                                                                               |
| Provinz Bautista Saavedra    | Charazani              | Municipio Curva                  | Curva                 | Calaya, Cañisaya, Curva, Kapna, Lagunillas, Puli, Taypi Cañuhuma, Upinhuaya |
| Provinz Caranavi             | Caranavi               | Municipio Caranavi               | Caranavi              | Alcoche, Alto Illimani, Belen, Calama, Caranavi, Carrasco, Carrasco La Reserva, Chojña, Choro, Eduardo Avaroa, Incahuara de Ckullu Kuchu, Rosario Entre Ríos, San Pablo, Santa Fe, Taypiplaya, Uyunense, Villa Elevacion |
| Provinz Caranavi             | Caranavi               | Municipio Alto Beni              | Caserío Nueve         | Inicua Bajo, Santa Ana de Alto Beni, Santa Ana de Caranavi, Santa Rosa, Suapi de Alto Beni, |
| Provinz Eliodoro Camacho     | Puerto Acosta          | Municipio Puerto Acosta          | Puerto Acosta         | Chiñaya 6 de Agosto, Puerto Acosta, Puerto Parajachi, San Juan de Cancanani, |
| Provinz Eliodoro Camacho     | Puerto Acosta          | Municipio Humanata               | Humanata              | Humanata |
| Provinz Eliodoro Camacho     | Puerto Acosta          | Municipio Escoma                 | Escoma                | Escoma, Collasuyo, Peninsula de Challapata, Villa Puni |
| Provinz Eliodoro Camacho     | Puerto Acosta          | Municipio Mocomoco               | Mocomoco              | Italaque, Mocomoco, Pacaures, Tajani, Villa Rosario de Wila Khala |
| Provinz Eliodoro Camacho     | Puerto Acosta          | Municipio Puerto Carabuco        | Puerto Carabuco       | Ambana, Puerto Carabuco, Puerto Chaguaya, San Miguel de Yaricoa |
| Provinz Franz Tamayo         | Apolo                  | Municipio Apolo                  | Apolo                 | Apolo, Aten, Mojos, Pata, Santa Cruz del Valle Ameno |
| Provinz Franz Tamayo         | Apolo                  | Municipio Pelechuco              | Pelechuco             | Antaquilla de Copacabana, Pelechuco, Suches, Ulla Ulla |
| Provinz Gualberto Villarroel | San Pedro de Curahuara | Municipio San Pedro de Curahuara | San Pedro             | Chilahuala, Conchari, German Busch, Jalsuri, Jankho Marca, Pedro Domingo Murillo, Puerto Capitan Castrillo, Río Mulato Kari, San Pedro de Curahuara, Villa Manquiri, Waldo Ballivian                                     |
| Provinz Gualberto Villarroel | San Pedro de Curahuara | Municipio Papel Pampa            | Papel Pampa           | Caylla Churo, Circa Cruzani, Eduardo Abaroa, Molle Bamba, Pacollo, Papel Pampa, Rivera Alta, San Felipe de Challa, Unopata                                                                                               |
| Provinz Gualberto Villarroel | San Pedro de Curahuara | Municipio Chacarilla             | Chacarilla            | Chacarilla, Puerto Aroma, Rosa Pata |
| Provinz Ingavi               | Viacha                 | Municipio Tiahuanacu             | Tiawanacu             | Huacullani, Pillapi San Agustín, Tihuanacu |
| Provinz Ingavi               | Viacha                 | Municipio Viacha                 | Viacha                | Chacoma Irpa Grande, General José Ballivian, Ichuraya Grande, Irpuma Irpa Grande, Viacha, Villa Remedíos, Villa Santiago de Chacoma                                                                                      |
| Provinz Ingavi               | Viacha                 | Municipio Guaqui                 | Guaqui                | Guaqui |
| Provinz Ingavi               | Viacha                 | Municipio Desaguadero            | Desaguadero           | Desaguadero, San Juan de Huancollo |
| Provinz Ingavi               | Viacha                 | Municipio San Andrés de Machaca  | San Andrés de Machaca | Chuncarcota de Machaca, Conchacollo de Machaca, Laquinamaya, Mauri, Nazacara, San Andrés de Machaca, Sombra Pata, Villa Artasivi de Machaca, Villa Pusuma Alto Machaca                                                   |
| Provinz Ingavi               | Viacha                 | Municipio Jesús de Machaca       | Jesús de Machaca      | Aguallamaya, Chama, Cuipa España de Machaca, Jesús de Machaca, Kalla Tupac Katari, Khonkho San Salvador, Mejillones de Machaca, Santa Ana de Machaca, Santo Domingo de Machaca, Villa Asunción de Machaca                |
| Provinz Ingavi               | Viacha                 | Municipio Taraco                 | Taraco                | Santa Rosa de Taraco, Taraco |
| Provinz Inquisivi            | Inquisivi              | Municipio Inquisivi              | Inquisivi             | Arcopongo, Capiñata, Cavari, Eduardo Abaroa, Escola, Inquisivi, Pocusco, Siguas |
| Provinz Inquisivi            | Inquisivi              | Municipio Cajuata                | Cajuata               | Cajuata, Circuata, Huaritolo, Suri |
| Provinz Inquisivi            | Inquisivi              | Municipio Colquiri               | Colquiri              | Caluyo, Colquiri, Coriri, Huayllamarca, Lanza, Pauca, Villa Hancacota, Uyuni |
| Provinz Inquisivi            | Inquisivi              | Municipio Ichoca                 | Ichoca                | Franz Tamayo, General Camacho, German Busch, Gualberto Villarroel, Ichoca, Luruhuata, Villa San Antonio Sirarani |
| Provinz Inquisivi            | Inquisivi              | Municipio Licoma Pampa           | Licoma                | Charapaxi, Licoma |
| Provinz Inquisivi            | Inquisivi              | Municipio Quime                  | Quime                 | Choquetanga, Figueroa, Huaña Cota, Quime |
| Provinz José Manuel Pando    | Santiago de Machaca    | Municipio Santiago de Machaca    | Santiago de Machaca   | Bautista Saavedra, Berenguela, Exaltación, General José Ballivian, Santiago de Huari Pujio, Santiago de Machaca |
| Provinz José Manuel Pando    | Santiago de Machaca    | Municipio Catacora               | Catacora (Pando)      | Catacora, Pairumani Grande, Pojo Pajchiri, Thola Khollu |
| Provinz Larecaja             | Sorata                 | Municipio Sorata                 | Sorata                | Ankoma, Chuchulaya, Guachalla, Obispo Bosque, San Antonio de Millipaya, Sorata, Yani |
| Provinz Larecaja             | Sorata                 | Municipio Combaya                | Combaya               | Combaya, San Pedro de Sorejaya, |
| Provinz Larecaja             | Sorata                 | Municipio Guanay                 | Guanay                | Guanay, San Juan de Challana, Santa Rosa |
| Provinz Larecaja             | Sorata                 | Municipio Mapiri                 | Mapiri                | Mapiri |
| Provinz Larecaja             | Sorata                 | Municipio Quiabaya               | Quiabaya              | Quiabaya |
| Provinz Larecaja             | Sorata                 | Municipio Tacacoma               | Tacacoma              | Ananea, Chumisa, Collabamba, Consata, Tacacoma, |
| Provinz Larecaja             | Sorata                 | Municipio Teoponte               | Teoponte              | Teoponte |
| Provinz Larecaja             | Sorata                 | Municipio Tipuani                | Tipuani               | Carguarani, Cotapampa, Paniagua, Tipuani |
| Provinz Loayza               | Luribay                | Municipio Luribay                | Luribay               | Anchallani, Eduardo Abaroa Colliri, Luribay, Poroma, Porvenir, Taucarasi |
| Provinz Loayza               | Luribay                | Municipio Cairoma                | Cairoma               | Asiento Araca, Cairoma, Keraya, Saya, Tienda Pata |
| Provinz Loayza               | Luribay                | Municipio Malla                  | Malla                 | Coque, Malla, Rodeo |
| Provinz Loayza               | Luribay                | Municipio Sapahaqui              | Sapahaqui             | Caracato, Muruhuta, Sapahaqui |
| Provinz Loayza               | Luribay                | Municipio Yaco                   | Yaco                  | Caxata, Challoma, Chucamarca, Llipi Llipi, Tablachaca, Umalaco, Villa Puchuni, Yaco |
| Provinz Los Andes            | Pucarani               | Municipio Pucarani               | Pucarani              | Catavi, Chojasivi, Cohana, Lacaya, Patamanta, Pucarani, Villa Ascencion de Chipamaya, Villa Iquiaca, Villa Pabon de Chiarpata, Villa Rosario de Corapata, Villa Vilaque                                                  |
| Provinz Los Andes            | Pucarani               | Municipio Batallas               | Batallas              | Batallas, Huancane, Karhuisa, Kerani, Peñas, Villa Asuncion Tuquia, Villa San Juan de Chachacomani, Villa Remedios de Calasaya                                                                                           |
| Provinz Los Andes            | Pucarani               | Municipio Laja                   | Laja                  | Collo Collo, Curva Pucara, Laja, San Juan Rosario, Tambillo, Villa San Juan de Satatotora |
| Provinz Los Andes            | Pucarani               | Municipio Puerto Pérez           | Puerto Pérez          | Aygachi, Cascachi, Puerto Pérez, Suriqui |
| Provinz Manco Kapac          | Copacabana             | Municipio Copacabana             | Copacabana            | Copacabana, Lokha, Zampaya |
| Provinz Manco Kapac          | Copacabana             | Municipio San Pedro de Tiquina   | San Pedro de Tiquina  | Calata de San Martin, San Pablo de Tiquina, San Pedro de Tiquina, Santiago de Ojje, Villa Amacari |
| Provinz Manco Kapac          | Copacabana             | Municipio Tito Yupanqui          | Tito Yupanqui         | Tito Yupanqui |
| Provinz Muñecas              | Chuma                  | Municipio Chuma                  | Chuma                 | Chajlaya, Chuma, Luquisani, Sococoni, Timusi, Tuiluni |
| Provinz Muñecas              | Chuma                  | Municipio Ayata                  | Ayata                 | Ayapata, Camata |
| Provinz Muñecas              | Chuma                  | Municipio Aucapata               | Aucapata              | Aucapata, Pusillani |
| Provinz Murillo              | Palca                  | Municipio La Paz                 | La Paz                | La Paz, Zongo |
| Provinz Murillo              | Palca                  | Municipio Palca                  | Palca                 | Cohoni, Palca, Qillihuaya |
| Provinz Murillo              | Palca                  | Municipio Mecapaca               | Mecapaca              | Chanka, Collana, Mecapaca, Santiago de Collana |
| Provinz Murillo              | Palca                  | Municipio Achocalla              | Achocalla             | Achocalla, Asunta Quillviri, Villa Concepción |
| Provinz Murillo              | Palca                  | Municipio El Alto                | El Alto               | El Alto |
| Provinz Nor Yungas           | Coroico                | Municipio Coroico                | Coroico               | Coroico, Mururata, Pacollo |
| Provinz Nor Yungas           | Coroico                | Municipio Coripata               | Coripata              | Arapata, Coripata, Milluhuaya |
| Provinz Omasuyos             | Achacachi              | Municipio Achacachi              | Achacachi             | Achacachi, Ajllata Grande, Franz Tamayo, Jancko Amaya, Villa Asuncion de Corpaputo, Warisata |
| Provinz Omasuyos             | Achacachi              | Municipio Ancoraimes             | Ancoraimes            | Ancoraimes, Cajiata, Cheje Pampa, Chojñapata-Chiñaja, Sotalaya, Villa Macamaca |
| Provinz Omasuyos             | Achacachi              | Municipio Chua Cocani            | Chua Cocani           | Chua Cocani, Chuavisalaya, Soncachi Grande |
| Provinz Omasuyos             | Achacachi              | Municipio Huarina                | Huarina               | Copancara, Huarina |
| Provinz Omasuyos             | Achacachi              | Municipio Huatajata              | Huatajata             | Huatajata |
| Provinz Omasuyos             | Achacachi              | Municipio Santiago de Huata      | Santiago de Huata     | Kalaque, Santiago de Huata |
| Provinz Pacajes              | Coro Coro              | Municipio Coro Coro              | Coro Coro             | Caquingora, Coro Coro, Jancko Marca Sirpa, Jayuma Llallagua, José Manuel Pando, Muro Pilar Mejillones, Porvenir de Quilloma, Rosapata Huancarama, Topohoco, Villa Exaltación de Enequella                                |
| Provinz Pacajes              | Coro Coro              | Municipio Caquiaviri             | Caquiaviri            | Achiri, Antaquira, Caquiaviri, Chojñapampa de Vichaya, Jihuacuta, Kasillunca, Laura Lloko Lloko, Tincachi, Vichaya, Villa Anta, Villa Chocorosi                                                                          |
| Provinz Pacajes              | Coro Coro              | Municipio Calacoto               | Calacoto              | Audiencia, Calacoto, Caracollo, Challuyo, General Camacho, General Campero, Laguna Blanca, Max Toledo, Okoruro, Playa Verde, Rosario, Ulloma, Villa Condor Iquiña                                                        |
| Provinz Pacajes              | Coro Coro              | Municipio Comanche               | Comanche              | Comanche, General José Ballivián, Rosas Pata Tuli, Tocopilla Cantuyo |
| Provinz Pacajes              | Coro Coro              | Municipio Charaña                | Charaña               | Charaña, Chinocavi, Eduardo Abaroa, General Perez, Ladislao Cabrera, Río Blanco |
| Provinz Pacajes              | Coro Coro              | Municipio Waldo Ballivián        | Tumarapi              | Waldo Ballivián (C. Tumarapi) |
| Provinz Pacajes              | Coro Coro              | Municipio Callapa                | Callapa               | Callapa, Calteca, Romero Pampa, San Francisco de Yaribay, Villa Puchuni |
| Provinz Pacajes              | Coro Coro              | Municipio Nazacara de Pacajes    | Nazacara de Pacajes   | Nazacara de Pacajes |
| Provinz Sud Yungas           | Chulumani              | Municipio Chulumani              | Chulumani             | Chirca, Chulumani, Huancane, Ocobaya, Villa Asunta |
| Provinz Sud Yungas           | Chulumani              | Municipio La Asunta              | La Asunta             | Calisaya, Chamaca, Charia, Colopampa Grande, Cotopata, Huayabal, La Asunta, La Calzada, Las Mercedes, Puerto Rico, San José, Villa Barrientos, Yanamayu                                                                  |
| Provinz Sud Yungas           | Chulumani              | Municipio Palos Blancos          | Palos Blancos         | Palos Blancos |
| Provinz Sud Yungas           | Chulumani              | Municipio Irupana                | Irupana               | Chicaloma, Irupana, Lambate, Laza, Taca, Victorio Lanza |
| Provinz Sud Yungas           | Chulumani              | Municipio Yanacachi              | Yanacachi             | Villa Aspiazu, Yanacachi |

## Departamento Oruro
| Provinz                      | Hauptstadt               | Municipio                          | Zentraler Ort            | Kanton |
| ---------------------------- | ------------------------ | ---------------------------------- | ------------------------ | --- |
| 16 Provincias                | Oruro                    | 35 Municipios                      | 35 Localidades           | 160 Cantones |
| Provinz Sabaya               | Sabaya                   | Municipio Sabaya                   | Sabaya                   | Alaroco, Bella Vista, Cahuana, Cruz de Huayllas, Julo, Negrillos, Pacariza, Pagador, Parajaya, Pisiga Bolívar Sucre, Quea Queani, Sabaya, Sacabaya, San Antonio de Pitacollo, Tunape, Villa Rosario, Villa Vitalina |
| Provinz Sabaya               | Sabaya                   | Municipio Chipaya                  | Chipaya                  | Ayparavi, Chipaya, Vestrullani |
| Provinz Sabaya               | Sabaya                   | Municipio Coipasa                  | Coipasa                  | Coipasa |
| Provinz Carangas             | Corque                   | Municipio Corque                   | Corque                   | Caracota, Copacabana, Corque, Jancocala, Laca Laca Quita Quita, Opoqueri, Payoco, Pomata Aite, San Antonio de Arcala, San Jose de Kala, San Pedro de Huaylloco, Villa Esperanza, Villa Tarucachi                    |
| Provinz Carangas             | Corque                   | Municipio Choquecota               | Choquecota               | Asuncion Laca Laca, Choquecota |
| Provinz Cercado              | Oruro                    | Municipio Oruro                    | Oruro                    | Oruro, Paria, Teniente Bullain |
| Provinz Cercado              | Oruro                    | Municipio Caracollo                | Caracollo                | Caracollo, Kemalla, Lajma, La Joya, Sillota, Sillota Belen, Vilacara |
| Provinz Cercado              | Oruro                    | Municipio El Choro                 | El Choro                 | Challacollo, Crucero Belen, El Choro, Rancho Grande, San Felipe de Chaitavi |
| Provinz Cercado              | Oruro                    | Municipio Paria                    | Soracachi                | Iruma, Lequepalca, Huayña Pasto Grande, Soracachi, 9 de Abril (Thola Palca), |
| Provinz Eduardo Avaroa       | Challapata               | Municipio Challapata               | Challapata               | Ancacato, Challapata, Culta, Huancane |
| Provinz Eduardo Avaroa       | Challapata               | Municipio Quillacas                | Santuario de Quillacas   | Santuario de Quillacas, Sevaruyo, Soraga |
| Provinz Ladislao Cabrera     | Salinas de Garcí Mendoza | Municipio Salinas de Garcí Mendoza | Salinas de Garcí Mendoza | Aroma, Challacota, Concepción de Belén, Jirira, Salinas de Garcí Mendoza, San Martin, Ucumasi, Villa Esperanza |
| Provinz Ladislao Cabrera     | Salinas de Garcí Mendoza | Municipio Pampa Aullagas           | Pampa Aullagas           | Bengal Vinto, Ichalula, Pampa Aullagas |
| Provinz Litoral              | Huachacalla              | Municipio Huachacalla              | Huachacalla              | Huachacalla |
| Provinz Litoral              | Huachacalla              | Municipio Esmeralda                | Esmeralda                | Belén, Esmeralda, Pena Penani, Romero Pampa |
| Provinz Litoral              | Huachacalla              | Municipio Cruz de Machacamarca     | Cruz de Machacamarca     | Cruz de Machamarca, Florida, Huayllas |
| Provinz Litoral              | Huachacalla              | Municipio Escara                   | Escara                   | Escara, Payrumani del Litoral |
| Provinz Litoral              | Huachacalla              | Municipio Yunguyo del Litoral      | Yunguyo                  | Yunguyo |
| Provinz Nor Carangas         | Huayllamarca             | Municipio Huayllamarca             | Huayllamarca             | Belen de Choquecota, Bella Vista, Chojnahuma, Chuquichambi, Huayllamarca, LLanquera, Puerto Nequeta, San Miguel, Tunupa                                                                                             |
| Provinz Pantaleón Dalence    | Huanuni                  | Municipio Huanuni                  | Huanuni                  | Bombo, Cataricahua, Huallatiri, Huanuni, Morococala, Negro Pabellon |
| Provinz Pantaleón Dalence    | Huanuni                  | Municipio Machacamarca             | Machacamarca             | Machacamarca, Vicente Ascarrunz |
| Provinz Poopó                | Poopó                    | Municipio Poopó                    | Poopó                    | Coripata, Poopó, Venta y Media |
| Provinz Poopó                | Poopó                    | Municipio Pazña                    | Pazña                    | Avicaya, Pazña, Peñas, Totoral, Urmiri |
| Provinz Poopó                | Poopó                    | Municipio Antequera                | Antequera                | Antequera, Chalguamayu, Tutuni |
| Provinz Puerto de Mejillones | La Rivera                | Municipio La Rivera                | La Rivera                | La Rivera |
| Provinz Puerto de Mejillones | La Rivera                | Municipio Todos Santos             | Todos Santos             | Todos Santos |
| Provinz Puerto de Mejillones | La Rivera                | Municipio Carangas                 | Carangas                 | Carangas |
| Provinz Sajama               | Curahuara de Carangas    | Municipio Curahuara de Carangas    | Curahuara de Carangas    | Caripe, Curahuara de Carangas, Laguna, Sajama |
| Provinz Sajama               | Curahuara de Carangas    | Municipio Turco                    | Turco                    | Chachacomani, Cosapata, Turco |
| Provinz San Pedro de Totora  | Totora                   | Municipio San Pedro de Totora      | Totora                   | Calazaya, Chojna Cota, Crucero, Culta, Huacanapi, Marquirivi, Totora |
| Provinz Saucarí              | Toledo                   | Municipio Toledo                   | Toledo                   | Catuyo, Challa Cruz, Challavito, Chocorasi, Chuquina, Collpahuma, Culluri, Kari Kari, Saucarí, Toledo, Untavi |
| Provinz Sebastián Pagador    | Santiago de Huari        | Municipio Santiago de Huari        | Santiago de Huari        | Belen, Caico Bolivar, Castilla Huma, Condo „C“, Condo „K“, Guadalupe, Lagunillas, Locumpaya, Santiago de Huari, Urmiri, Vichaj Lupe                                                                                 |
| Provinz Sud Carangas         | Andamarca                | Municipio Andamarca                | Andamarca                | Andamarca, Eduardo Avaroa, Orinoca |
| Provinz Sud Carangas         | Andamarca                | Municipio Belén de Andamarca       | Belén de Andamarca       | Belén de Andamarca, Cruz Huayllamarca, Real Machacamarca, Calama Huayllamarca |
| Provinz Tomas Barrón         | Eucaliptus               | Municipio Eucaliptus               | Eucaliptus               | Eucaliptus |

## Departamento Pando
| Provinz                | Hauptstadt            | Municipio                        | Zentraler Ort         | Kanton                                 |
| ---------------------- | --------------------- | -------------------------------- | --------------------- | -------------------------------------- |
| 5 Provincias           | Cobija                | 15 Municipios                    | 15 Localidades        | 32 Cantones                            |
| Provinz Abuná          | Santa Rosa del Abuná  | Municipio Santa Rosa del Abuná   | Santa Rosa del Abuná  | Nacebe, Teduzara                       |
| Provinz Abuná          | Santa Rosa del Abuná  | Municipio Ingavi                 | Humaita               | Ingavi, Tacna (Humaita)                |
| Provinz Federico Román | Nueva Esperanza       | Municipio Nueva Esperanza        | Nueva Esperanza       | Nueva Esperanza, Río Negro             |
| Provinz Federico Román | Nueva Esperanza       | Municipio Villa Nueva            | Villa Nueva           | Villa Nueva, Perseverancia (Loma Alta) |
| Provinz Federico Román | Nueva Esperanza       | Municipio Santos Mercado         | Santos Mercado        | Eureka, Mukuripi                       |
| Provinz Madre de Dios  | Puerto Gonzalo Moreno | Municipio Puerto Gonzales Moreno | Puerto Gonzalo Moreno | Agua Dulce, Trinidad                   |
| Provinz Madre de Dios  | Puerto Gonzalo Moreno | Municipio San Lorenzo            | San Lorenzo           | Chorrillos, Exaltacion, Fortaleza      |
| Provinz Madre de Dios  | Puerto Gonzalo Moreno | Municipio Sena                   | El Sena               | Asunción, Bolívar                      |
| Provinz Manuripi       | Puerto Rico           | Municipio Puerto Rico            | Puerto Rico           | Conquista, El Carmen, Victoria         |
| Provinz Manuripi       | Puerto Rico           | Municipio Filadelfia             | Filadelfia            | Arroyo Grande, San Miguelito, Chive    |
| Provinz Manuripi       | Puerto Rico           | Municipio San Pedro              | San Pedro             | Maravilla, San Pedro                   |
| Provinz Nicolás Suárez | Cobija                | Municipio Cobija                 | Cobija                | Santa Cruz de Cobija                   |
| Provinz Nicolás Suárez | Cobija                | Municipio Porvenir               | Porvenir              | Campo Ana, San Luis                    |
| Provinz Nicolás Suárez | Cobija                | Municipio Bella Flor             | Palacios              | Costa Rica, Mercier                    |
| Provinz Nicolás Suárez | Cobija                | Municipio Bolpebra               | San Pedro de Bolpebra | Chapacura, Mukden                      |

## Departamento Potosí
| Provinz                    | Hauptstadt               | Municipio                          | Zentraler Ort            | Kanton |
| -------------------------- | ------------------------ | ---------------------------------- | ------------------------ | --- |
| 16 Provincias              | Potosí                   | 41 Municipios                      | 41 Localidades           | 242 Cantones |
| Provinz Alonso de Ibáñez   | Sacaca                   | Municipio Sacaca                   | Sacaca                   | Colloma, Sacaca, Wila Circa |
| Provinz Alonso de Ibáñez   | Sacaca                   | Municipio Caripuyo                 | Caripuyo                 | Caripuyo, Challviri, Chaicuriri, Chojlla, Cotaña, Huanacoma, Jankho Jankho, Juntavi |
| Provinz Antonio Quijarro   | Uyuni                    | Municipio Uyuni                    | Uyuni                    | Chacala, Coroma, Huanchaca, Pulacayo, Uyuni |
| Provinz Antonio Quijarro   | Uyuni                    | Municipio Tomave                   | Tomave                   | Apacheta, Calasaya, Opoco, San Francisco de Tarana, Tacora, Ticatica, Tolapampa, Tomave, Ubina, Viluyo, Yura |
| Provinz Antonio Quijarro   | Uyuni                    | Municipio Porco                    | Porco                    | Churcuita, Condoriri, Karma, Porco |
| Provinz Antonio Quijarro   | Uyuni                    | Municipio Jatun Ayllu Yura         | Yura                     | Yura |
| Provinz Bernardino Bilbao  | Arampampa                | Municipio Acasio                   | Acasio                   | Acasio, Taconi de Caine |
| Provinz Bernardino Bilbao  | Arampampa                | Municipio Arampampa                | Arampampa                | Arampampa, Charca Marcavi, Huaycuri, Humavisa, Pararani, Santiago, Sarcuri, Molle Villque |
| Provinz Charcas            | San Pedro de Buena Vista | Municipio San Pedro de Buena Vista | San Pedro de Buena Vista | Eskencachi, Micani, Moscari, San Marcos, San Pedro, Toracari |
| Provinz Charcas            | San Pedro de Buena Vista | Municipio Toro Toro                | Toro Toro                | Anahuani, Carasi, Julo Grande, Tambo Khasa, Toro Toro, Yambata |
| Provinz Chayanta           | Colquechaca              | Municipio Colquechaca              | Colquechaca              | Colquechaca, Rosario, Surumi |
| Provinz Chayanta           | Colquechaca              | Municipio Ravelo                   | Ravelo                   | Antora, Huaycoma, Pitantora, Ravelo, Tomoyo, Toroca |
| Provinz Chayanta           | Colquechaca              | Municipio Pocoata                  | Pocoata                  | Campaya, Chayala, Pocoata, Quesem Phuco, San Juan de Arrospata, San Miguel de Kari, Senajo, Tacarani, Tomuyo |
| Provinz Chayanta           | Colquechaca              | Municipio Ocurí                    | Ocurí                    | Chairapata, Maragua, Marcoma, Ocurí |
| Provinz Chayanta           | Colquechaca              | Municipio San Pedro de Macha       | Macha                    | Ayoma, Macha |
| Provinz Cornelio Saavedra  | Betanzos                 | Municipio Betanzos                 | Betanzos                 | Betanzos, Millares, Otuyo, Poco Poco, Potobamba, Quivincha, Siporo, Tecoya, Tuero Tuero, Villa El Carmen |
| Provinz Cornelio Saavedra  | Betanzos                 | Municipio Tacobamba                | Tacobamba                | Ancoma, Colaví, Machacamarca, Rodeo Rodeo, Tacobamba, Yawacari |
| Provinz Cornelio Saavedra  | Betanzos                 | Municipio Chaquí                   | Chaquí                   | Chaquí, Coipasi |
| Provinz Daniel Campos      | Llica                    | Municipio Llica                    | Llica                    | Cahuana, Canquella, Chacoma, Llica, Palaya, San Pablo de Napa, Tres Cruces |
| Provinz Daniel Campos      | Llica                    | Municipio Tahua                    | Tahua                    | Ayque, Cacoma, Caquena, Coqueza, Tahua, Yonza |
| Provinz Enrique Baldivieso | San Agustín              | Municipio San Agustín              | San Agustín              | Alota, Cerro Gordo, San Agustín, Todos Santos |
| Provinz José María Linares | Puna                     | Municipio Puna                     | Puna                     | Belén, Germán Busch, Inchasi, Miculpaya, Otavi, Pacasi, Puna, Sepulturas, Vilacaya |
| Provinz José María Linares | Puna                     | Municipio Caiza „D“                | Caiza „D“                | Caiza „D“, Cucho Ingenio, La Lava, Pancoche, Tuctapari |
| Provinz José María Linares | Puna                     | Municipio Ckochas                  | Ckochas                  | Duraznos, Turuchipa, Linares Norte, Keluyo, Cebadillas |
| Provinz Modesto Omiste     | Villazón                 | Municipio Villazón                 | Villazón                 | Berque, Casira, Chagua, Chipihuayco, Mojo, Moraya, Sagnasti, Salitre, San Pedro de Sococha, Sarcari, Sococha, Villazón, Yuruma |
| Provinz Nor Chichas        | Cotagaita                | Municipio Cotagaita                | Cotagaita                | Carlos Medinacelli, Cerro Colorado, Chati, Cornaca, Kanton Cotagaita, El Manzanal, La Carreta, Laytapi, Pampa Grande, Quechisla, Mormorque, Ramadas, Río Blanco, Sagrario, Toropalca, Tumusla, Valle Hermoso, Vichacla, Villa Concepcion |
| Provinz Nor Chichas        | Cotagaita                | Municipio Vitichi                  | Vitichi                  | Ara, Calcha, Vitichi, Yawisla |
| Provinz Nor Lípez          | Colcha „K“               | Municipio Colcha „K“               | Colcha „K“               | Atulcha, Chuvica, Calcha „K“, Cocani, Colcha „K“, Julaca, Llavica, Río Grande, San Cristóbal, San Juan, Santiago, Santiago de Agencha, Soniquera                                                                                         |
| Provinz Nor Lípez          | Colcha „K“               | Municipio San Pedro de Quemes      | San Pedro de Quemes      | Cana, Chiguana, Pajancha, Pelcoya, San Pedro de Quemes |
| Provinz Rafael Bustillo    | Uncía                    | Municipio Uncía                    | Uncía                    | Uncía, Cala Cala |
| Provinz Rafael Bustillo    | Uncía                    | Municipio Llallagua                | Llallagua                | Llallagua, Jachojo |
| Provinz Rafael Bustillo    | Uncía                    | Municipio Chayanta                 | Chayanta                 | Amayapampa, Aymaya, Chayanta, Chiuta Cala Cala, Coataca, Irupata, Nueva Colcha, Panacachi, Río Verde |
| Provinz Rafael Bustillo    | Uncía                    | Municipio Chuquihuta               | Chuquihuta               | Chuquihuta, Tacopalca, Luluni |
| Provinz Sur Chichas        | Tupiza                   | Municipio Tupiza                   | Tupiza                   | Chillco, Concepcion, Esmoraca, Oploca, Oro Ingenio, Quiriza, Rufino Carrasco, Soracaya, Suipacha, Talina, Tupiza, Villa Pacheco |
| Provinz Sur Chichas        | Tupiza                   | Municipio Atocha                   | Atocha                   | Atocha, Chocaya, Chorolque Viejo, Guadalupe, Portugalete, San Vicente, Tacmari |
| Provinz Sur Lípez          | San Pablo de Lípez       | Municipio San Pablo de Lípez       | San Pablo de Lípez       | Quetena Grande, San Antonio de Lípez, San Pablo de Lípez |
| Provinz Sur Lípez          | San Pablo de Lípez       | Municipio San Antonio de Esmoruco  | San Antonio de Esmoruco  | Guadalupe, San Antonio de Esmoruco |
| Provinz Sur Lípez          | San Pablo de Lípez       | Municipio Mojinete                 | Mojinete                 | Bonete Palca, Casa Grande, La Cienega, Mojinete, Pueblo Viejo |
| Provinz Tomás Frías        | Potosí                   | Municipio Potosí                   | Potosí                   | Chulchucani, Huari Huari, Potosí, Tarapaya |
| Provinz Tomás Frías        | Potosí                   | Municipio Tinguipaya               | Tinguipaya               | Anthura, Tinguipaya |
| Provinz Tomás Frías        | Potosí                   | Municipio Yocalla                  | Yocalla                  | Salinas de Yocalla, Santa Lucía, Yocalla |
| Provinz Tomás Frías        | Potosí                   | Municipio Urmiri                   | Urmiri                   | Cahuayo, Urmiri |

## Departamento Santa Cruz
| Provinz                        | Hauptstadt             | Municipio                         | Zentraler Ort           | Kanton |
| ------------------------------ | ---------------------- | --------------------------------- | ----------------------- | --- |
| 15 Provincias                  | Santa Cruz             | 56 Municipios                     | 56 Localidades          | 154 Cantones |
| Provinz Andrés Ibáñez          | Santa Cruz             | Municipio Santa Cruz              | Santa Cruz              | Santa Cruz, Montero Hoyos, Palmar del Oratorio, Paurito |
| Provinz Andrés Ibáñez          | Santa Cruz             | Municipio La Guardia              | La Guardia              | La Guardia, Km.12, El Carmen, Pedro Lorenzo, San José, Peji |
| Provinz Andrés Ibáñez          | Santa Cruz             | Municipio El Torno                | El Torno                | El Torno, Jorochito, La Angostura, Limoncito |
| Provinz Andrés Ibáñez          | Santa Cruz             | Municipio Cotoca                  | Cotoca                  | Cotoca, Puerto Pailas |
| Provinz Andrés Ibáñez          | Santa Cruz             | Municipio Porongo                 | Porongo                 | Ayacucho, Tervinto |
| Provinz Ángel Sandoval         | San Matías             | Municipio San Matías              | San Matías              | La Gaíba, Las Petas, San Matías, Santo Corazón |
| Provinz Chiquitos              | San José de Chiquitos  | Municipio San José de Chiquitos   | San José de Chiquitos   | San José, San Juan |
| Provinz Chiquitos              | San José de Chiquitos  | Municipio Pailón                  | Pailón                  | Canada Larga, Cerro Concepción, Pailón, Pozo del Tigre, Tres Cruces |
| Provinz Chiquitos              | San José de Chiquitos  | Municipio Roboré                  | Roboré                  | Roboré, Santiago |
| Provinz Cordillera             | Lagunillas             | Municipio Lagunillas              | Lagunillas              | Lagunillas, Aquio (Ipatí) |
| Provinz Cordillera             | Lagunillas             | Municipio Camiri                  | Camiri                  | Camiri, Choreti |
| Provinz Cordillera             | Lagunillas             | Municipio Charagua                | Charagua                | Charagua, Izozog, Parapeti Grande, Saipuru |
| Provinz Cordillera             | Lagunillas             | Municipio Cabezas                 | Cabezas                 | Abapo, Cabezas, Curiche, El Filo, Florida, Piray |
| Provinz Cordillera             | Lagunillas             | Municipio Gutiérrez               | Gutiérrez               | Gutiérrez, Ipita |
| Provinz Cordillera             | Lagunillas             | Municipio Boyuibe                 | Boyuibe                 | Boyuibe, La Ele |
| Provinz Cordillera             | Lagunillas             | Municipio Cuevo                   | Cuevo                   | Cuevo |
| Provinz Florida                | Samaipata              | Municipio Samaipata               | Samaipata               | Samaipata, San Juan del Rosario |
| Provinz Florida                | Samaipata              | Municipio Pampa Grande            | Pampa Grande            | Mataral, Pampa Grande |
| Provinz Florida                | Samaipata              | Municipio Mairana                 | Mairana                 | Mairana |
| Provinz Florida                | Samaipata              | Municipio Quirusillas             | Quirusillas             | Quirusillas |
| Provinz Germán Busch           | Puerto Suárez          | Municipio Puerto Suárez           | Puerto Suárez           | Puerto Suárez |
| Provinz Germán Busch           | Puerto Suárez          | Municipio Puerto Quijarro         | Puerto Quijarro         | Puerto Quijarro |
| Provinz Germán Busch           | Puerto Suárez          | Municipio El Carmen Rivero Tórrez | El Carmen Rivero Tórrez | El Carmen, Santa Ana |
| Provinz Guarayos               | Ascención de Guarayos  | Municipio Ascención de Guarayos   | Ascención de Guarayos   | Ascención de Guarayos, San Pablo, Santa María o Nueva Esperanza |
| Provinz Guarayos               | Ascención de Guarayos  | Municipio El Puente               | El Puente               | El Puente, Yotaú |
| Provinz Guarayos               | Ascención de Guarayos  | Municipio Urubichá                | Urubichá                | Mision Mons. Salvatierra, Urubichá, Yaguaru |
| Provinz Ichilo                 | Buena Vista            | Municipio Yapacaní                | Yapacani                | Yapacani |
| Provinz Ichilo                 | Buena Vista            | Municipio San Carlos              | San Carlos              | San Carlos |
| Provinz Ichilo                 | Buena Vista            | Municipio San Juan de Yapacaní    | San Juan de Yapacaní    | San Juan |
| Provinz Ichilo                 | Buena Vista            | Municipio Buena Vista             | Buena Vista             | Buena Vista, Sanisidro, San Javier, San Miguel |
| Provinz Ignacio Warnes         | Warnes                 | Municipio Warnes                  | Warnes                  | Azusaqui, Chuchio, Juan Latino, Los Chacos, Tocomechi, Warnes |
| Provinz Ignacio Warnes         | Warnes                 | Municipio Okinawa Uno             | Okinawa I               | Okinawa Uno, Ignacia Zeballos |
| Provinz José Miguel de Velasco | San Ignacio de Velasco | Municipio San Ignacio de Velasco  | San Ignacio de Velasco  | San Ignacio, Santa Ana, Santa Rosa de Roca |
| Provinz José Miguel de Velasco | San Ignacio de Velasco | Municipio San Miguel              | San Miguel              | San Miguel |
| Provinz José Miguel de Velasco | San Ignacio de Velasco | Municipio San Rafael              | San Rafael              | El Tuna, San Fermin, San Rafael, Villa Fatima |
| Provinz Manuel María Caballero | Comarapa               | Municipio Comarapa                | Comarapa                | Capillas, Comarapa, Manzanal, Pulquina, San Isidro, San Juan del Potrero, San Mateo, Torrecillas                                                                                              |
| Provinz Manuel María Caballero | Comarapa               | Municipio Saipina                 | Saipina                 | Chilon, Oconi, Saipina |
| Provinz Ñuflo de Chávez        | Concepción             | Municipio Concepción              | Concepción              | Concepcion, San Pedro, Santa Rosa del Palmar |
| Provinz Ñuflo de Chávez        | Concepción             | Municipio San Ramón               | San Ramón               | San Ramón |
| Provinz Ñuflo de Chávez        | Concepción             | Municipio San Javier              | San Javier              | San Javier, Santa Rosa de la Mina |
| Provinz Ñuflo de Chávez        | Concepción             | Municipio San Antonio de Lomerío  | San Antonio de Lomerío  | San Antonio de Lomerío |
| Provinz Ñuflo de Chávez        | Concepción             | Municipio San Julián              | San Julián              | San Julian, Saturnino |
| Provinz Ñuflo de Chávez        | Concepción             | Municipio Cuatro Cañadas          | Cuatro Cañadas          | Cuatro Cañadas |
| Provinz Obispo Santistevan     | Montero                | Municipio Montero                 | Montero                 | Montero |
| Provinz Obispo Santistevan     | Montero                | Municipio General Saavedra        | General Saavedra        | General Saavedra |
| Provinz Obispo Santistevan     | Montero                | Municipio Mineros                 | Mineros                 | Mineros |
| Provinz Obispo Santistevan     | Montero                | Municipio Fernández Alonso        | Fernández Alonso        | Fernández Alonso |
| Provinz Obispo Santistevan     | Montero                | Municipio San Pedro               | San Pedro               | San Pedro |
| Provinz Sara                   | Portachuelo            | Municipio Portachuelo             | Portachuelo             | La Estrella, Portachuelo, San Ignacio del Sara |
| Provinz Sara                   | Portachuelo            | Municipio Santa Rosa del Sara     | Santa Rosa del Sara     | Palometas, Santa Rosa |
| Provinz Sara                   | Portachuelo            | Municipio Colpa Bélgica           | La Bélgica              | Colpa Bélgica |
| Provinz Vallegrande            | Vallegrande            | Municipio Vallegrande             | Vallegrande             | Alto Seco, Chaco, El Bello, Guadalupe, Khasa Monte, Loma Larga, Mankaillpa, Masicuri, Naranjos, Piraymiri, San Juan del Tucumancillo, Santa Ana, Santa Rosita, Sitanos, Temporal, Vallegrande |
| Provinz Vallegrande            | Vallegrande            | Municipio Moro Moro               | Moro Moro               | Abra el Astillero, Añapancu, Ariruma, La Laja, Moro Moro |
| Provinz Vallegrande            | Vallegrande            | Municipio Pucará                  | Pucará                  | Pucará, La Higuera |
| Provinz Vallegrande            | Vallegrande            | Municipio Postrer Valle           | Postrervalle            | Postrer Valle, San Juan de la Ladera, Tierras Nuevas |
| Provinz Vallegrande            | Vallegrande            | Municipio Trigal                  | Trigal                  | Aguada, Lagunillas, Muyurina, Trigal |

## Departamento Tarija
| Provinz                   | Hauptstadt          | Municipio             | Zentraler Ort       | Kanton |
| ------------------------- | ------------------- | --------------------- | ------------------- | --- |
| 6 Provincias              | Tarija              | 11 Municipios         | 11 Localidades      | 79 Cantones |
| Provinz Aniceto Arce      | Padcaya             | Municipio Padcaya     | Padcaya             | Camacho, Cañas, Chaguaya, La Merced, Mecoya, Orozas, Padcaya, Rejara, Rosillas, San Francisco, Tacuara, Tariquia                                      |
| Provinz Aniceto Arce      | Padcaya             | Municipio Bermejo     | Bermejo             | Arrozales, Bermejo, Candaditos, Porcelana |
| Provinz Burnet O’Connor   | Entre Ríos          | Municipio Entre Ríos  | Entre Ríos          | Chimeo, Chiquiaca, Entre Ríos, Huayco, Ipaguazu, La Cueva, Narvaez, Salinas, San Diego, Suaruro, Tapurayo                                             |
| Provinz Cercado           | Tarija              | Municipio Tarija      | Tarija              | Alto España, Junacas, Lazareto, San Agustín, San Mateo, Santa Ana, Tarija, Tolomosa, Yesera                                                           |
| Provinz Eustaquio Méndez  | San Lorenzo         | Municipio San Lorenzo | San Lorenzo         | Cajas, Calama, El Rancho, Erquis, La Victoria, Leon Cancha, San Lorencito, San Lorenzo, San Pedro de las Peñas, Sella Mendez, Tomatas, Tomatas Grande |
| Provinz Eustaquio Méndez  | San Lorenzo         | Municipio El Puente   | El Puente           | Carrizal, Chayaza, Curqui, El Puente, Huarmachi, Ircalaya, Iscayachi, Paicho, Tomayapo                                                                |
| Provinz Gran Chaco        | Yacuiba             | Municipio Yacuiba     | Yacuiba             | Aguayrenda, Caiza, Yacuiba |
| Provinz Gran Chaco        | Yacuiba             | Municipio Villamontes | Villamontes         | Villamontes |
| Provinz Gran Chaco        | Yacuiba             | Municipio Caraparí    | Caraparí            | Caraparí, Itau, Saladillo, Zapatero |
| Provinz José María Avilés | Valle de Concepción | Municipio Uriondo     | Valle de Concepción | Chocloca, Juntas, Uriondo |
| Provinz José María Avilés | Valle de Concepción | Municipio Yunchará    | Yunchará            | Arteza, Belen, Buena Vista, Churquis, Copacabana, Palqui, Noquera, San Pedro, Santa Cruz de Azloca, Tojo, Yunchará                                    |